# Народная Республика Мозамбик
Народная Республика Мозамбик (порт. República Popular de Moçambique) — социалистическая республика, существовавшая с 25 июня 1975 по 1 декабря 1990 года, пока не была переименована в Республику Мозамбик.

## История
После обретения независимости от Португалии в 1975 году Народная Республика Мозамбик, которая была освобождена Фронтом Освобождения Мозамбика (ФРЕЛИМО), во главе которого стоял Самора Мойзес Машел. В то время в стране велась жестокая гражданская война с Национальным Сопротивлением Мозамбика (РЕНАМО). Партизанское движение сначала финансировала Родезия (ныне Зимбабве), а позже — Южно-Африканская Республика.
Мозамбик поддерживал тесные отношения с Анголой и Советским Союзом, которые в то время предоставляли большую помощь стране во время гражданской войны. Народная Республика Мозамбик также был наблюдателем СЭВ (Совет Экономической Взаимопомощи), который был ведущей экономической организацией социалистических стран.

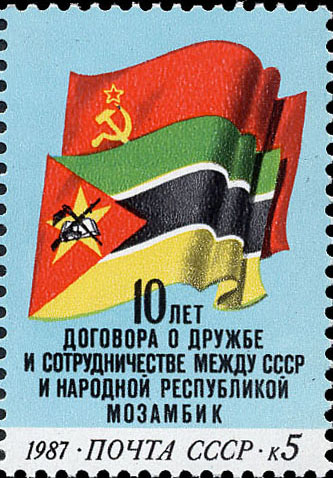
Почтовая марка СССР, посвящённая десятилетию Договора о дружбе и сотрудничестве между СССР и НРМ

В мае 1976 г. состоялся официальный дружественный визит в СССР партийно-государственной делегации НРМ во главе с президентом Саморой Машелом. В 1977 г. был подписан Договор о дружбе и сотрудничестве между СССР и НРМ.

## Политическое устройство
Глава государства — президент, которым является председатель ФРЕЛИМО, правящей политической партии. Высший законодательный орган — Народная ассамблея (однопалатный парламент). Исполнительную власть осуществляет Совет министров. Президент Мозамбика — Самора Мойзес Машел, он же глава правительства и главнокомандующий вооруженными силами страны. В конце 1977 г. состоялись выборы в Народную ассамблею. СССР в числе первых признал Народную Республику Мозамбик и установил с ней дипломатические отношения. Правительство Мозамбика проводила последовательную антиимпериалистическую, антиколониалистскую политику.
В феврале 1977 г. состоялся III съезд Фронта освобождения Мозамбика, принявший программу глубоких социально-экономических преобразований, целью к-рых является создание предпосылок для перехода к строительству социализма Одновременно было решено преобразовать Фронт в партию ФРЕЛИМО, авангардную партию союза рабочих и крестьян, базирующуюся на принципах марксизма-ленинизма. Председателем партии избран Самора Машел. ФРЕЛИМО руководит деятельностью гос. органов и контролирует её.
Важное место в системе власти и политического контроля занимала Национальная служба народной безопасности (SNASP), основанная бывшим португальским лётчиком Жасинту Велозу, членом Политбюро ЦК ФРЕЛИМО. SNASP осуществлял массовые политические репрессии (среди жертв которых оказались и бывшие видные деятели ФРЕЛИМО, в том числе первый вице-председатель Фронта Уриа Симанго).

## Экономика
Мозамбик — слаборазвитая аграрная страна. Обрабатывается менее 6 % территории. В стране до провозглашения независимости имелись три типа землевладения: крупное плантационное (иностр. концессии), фермерское хоз-во португальских колонистов и полунатуральное хоз-во африканцев. Плантаторам и фермерам принадлежало 60 % обрабатываемой земли. Создавался государственный сектор. Под контроль государства были взяты банки и национализирована недвижимость. Было создано государственное автотранспортное объединение. Государство постепенно увеличивало долю своего участия в ведущих предприятиях промышленности. В 1976 г. были национализированы сеть народного образования и медицинское обслуживание.
В сельском хозяйстве было занято около 70 % самодеятельного населения. Выращивались орехи кэшью, сахарный тростник, чай, сизаль, хлопок-сырец. Животноводство развито слабо. Поголовье скота (1977 г.): крупного рогатого — 1,4 млн голов, коз — 350 тыс., овец — 95 тыс., свиней — 185 тыс.
Промышленность страны была развита слабо. Добывался уголь, бокситы, берилл. Готовились к разработке богатые залежи железной руды на севере страны. Были открыты месторождения природного газа. Все богатства недр были объявлены общенародным достоянием. Из крупных промышленных объектов — нефтеперерабатывающий завод в городе Мапуту, 2 фабрики по обработке орехов кэшью. Были небольшие предприятия обрабатывающей промышленности местного значения (пищевой, табачной, швейной), а также цементные заводы. Имелась крупная ГЭС на реке Ревуэ.
Уровень жизни населения был низким; в 1985—1988 годах доступ к чистой воде имело лишь 16 % населения, уровень младенческой смертности составлял 172 человека на 1000 человек, и являлся одним из самых высоких в мире, смертность детей до 5 лет составляла 298 человек на 1000 человек, уровень неграмотности взрослого населения составлял 61 %; десятки тысяч мозамбикцев находились в поисках заработка за границей, большая часть из них работала на шахтах в ЮАР. Правительство принимало меры по улучшению ситуации.